# Бронский Ватрас
Бронский Ватрас — село в Спасском районе Нижегородской области России. Входит в состав Высокоосельского сельсовета.

## География
Село находится на расстоянии приблизительно 12 километров по прямой на запад от села Спасского, административного центра района.

## История
Известно с 1646 года. В первой половине XVII века село принадлежало помещику Никите Одоевскому. Сначала заселялось левобережье реки Ватраски, т.е. Малый и Большой порядок. Позднее возникла Малиновка, вошедшая в состав села. В советское время работал колхоз «Власть Советов», позднее  СПК «Власть Советов».

## Население
Постоянное население составляло 330 человек (русские 98%) в 2002 году, 307 в 2010.